# Taxi (banda romena)
Taxi é uma banda romena de pop-rock. O seu som é uma mistura eclética de rock e pop contemporâneo, introduzindo ocasionalmente outras influências tal como o estilo da guitarra Nashville.
A banda foi fundada em 13 de março de 1999 em Bucareste.  Dan Teodorescu, compositor, vocalista e líder da banda, recrutou  Adrian Bortun, que tinha participado na banda Altceva. Bortun recrutou também Andrei Bărbulescu da banda Sarmalele Reci ("Sarmale" quentes ; sarmale são almôndegas de carne envolvidas em folhas de couve); Dan recrutou Georgică Pătrănoiu com que tinha tocado também.
O seu primeiro sucesso foi "Criogenia salvează România" ("Cryogenia salve a Roménia").
A banda representou a Roménia no Festival Eurovisão da Canção 2000 com a canção "The Moon" que terminou em 17.º lugar. 

## Membros da banda
- Dan Teodorescu (voz, guitarra)
- Adrian Bortun (guitarra-baixo)
- Cantemir Neacşu (guitarra), janeiro de 2006– presente
- George (a.k.a. Georgică or GXG) Pătrănoiu (guitarra) dezembro de 1999-janeiro de 2006
- Andrei Bărbulescu (bateria), março–novembro 1999, fevereiro de 2003-junho de  2006 (?)
- Lucian Cioargă (bateria), dezembro de 1999-fevereiro de 2003
- Darius Neagu (bateria), julho de  2006 – presente
- Mugurel Coman (teclado), janeiro de  2006 – presente
- Vichi Albu (voz)

## Álbuns
- Jumătate de album (1999)
- Trag un claxon (2000)
- Americanofonia (2001)
- C (2003)
- Politica (2004)
- Romantica (2007)